# ブルリー
ブルリー（Bull Lea、1935年 - 1964年）は、アメリカ合衆国で生産・調教されたサラブレッドの競走馬、および種牡馬。種牡馬としてサイテーションを始めとした名競走馬を輩出し、北アメリカ競馬のリーディングサイアーに5度輝いた。

## 経歴
1935年にコールドストリームファームで生産され、イヤリングセールでカルメットファーム代表者のウォーレン・ライトに購入された馬である。2歳でデビューし、同年はホープフルステークスやシャンペンステークスで2着に入った程度の成績で終わった。
3歳になった1938年には、ケンタッキーダービーの前哨戦のひとつであるブルーグラスステークスをコースレコードで優勝した。本番ケンタッキーダービーでは2番人気に支持されたが、8着に終わった。この後4歳まで競走馬として走り、他にワイドナーハンデキャップなどに勝って引退した。

## 引退後
競走馬引退後、1940年からカルメットファームで種牡馬となり、第二の馬生のスタートを切った。現役でも活躍した同馬であったが、種牡馬としてはそれを遥かに凌駕する好成績を残すことに成功した。
初年度産駒からいきなりアームドとトワイライトティアーを輩出し、1945年には三冠馬サイテーションも出している。産駒のうち、7頭がアメリカ競馬殿堂入り、1頭がカナダ競馬殿堂入りしている。これらの活躍により、1947年などの5年度で北米リーディングサイアーに輝いている。
また、母の父（ブルードメアサイアー）としての成績も優秀で、こちらもアメリカ殿堂馬ティムタムや、カナダ殿堂馬フレーミングページなどの活躍馬が名を連ねている。1958年から4年度連続で北米ブルードメアサイアーを獲得した。

### 代表産駒
- Armed - 1941年生まれ。1947年年度代表馬。アメリカ競馬殿堂馬。
- Twilight Tear - 1941年生まれ。1944年最優秀3歳牝馬。アメリカ競馬殿堂馬。
- Faultless - 1944年生まれ。1947年プリークネスステークスなど。
- Bewitch - 1945年生まれ。1949年最優秀古牝馬。アメリカ競馬殿堂馬。
- Citation - 1945年生まれ。1948年アメリカ三冠。アメリカ競馬殿堂馬。
- Coaltown - 1945年生まれ。1949年年度代表馬。アメリカ競馬殿堂馬。
- Two Lea - 1946年生まれ。1949年最優秀3歳牝馬。アメリカ競馬殿堂馬。
- Bull Page - 1947年生まれ。1951年年度代表馬。カナダ競馬殿堂馬。
- Next Move - 1947年生まれ。1951年最優秀古牝馬。
- Hill Gail - 1949年生まれ。1952年ケンタッキーダービーなど。
- Mark-Ye-Well - 1949年生まれ。サンタアニタハンデキャップなど。
- Real Delight - 1949年生まれ。1952年最優秀3歳牝馬。アメリカ競馬殿堂馬。
- Gen. Duke - 1954年生まれ。1957年フロリダダービーなど。
- Iron Liege - 1954年生まれ。1957年ケンタッキーダービーなど。

### 母の父としての代表産駒
- Tim Tam - 1955年生まれ。1958年二冠馬。アメリカ競馬殿堂馬。
- Idun - 1955年生まれ。1958年最優秀3歳牝馬。
- Gate Dancer - 1981年生まれ。1984年プリークネスステークスなど。

1964年6月16日にカルメットファームで死亡、同地に埋葬された。ブルリーの墓の上には、同馬の等身大の石像が建てられている。

## 評価

### 主な勝鞍
1937年（2歳）
2着 - ホープフルステークス、シャンペンステークス
1938年（3歳）
ブルーグラスステークス、ケナーステークス
2着 - クラシックステークス、ナラガンセットスペシャル、ポトマックハンデキャップ
1939年（4歳）
ワイドナーハンデキャップ

### 種牡馬成績
- 1947年-1949年、1952年、1953年 - 北米リーディングサイアー
- 1958年-1961年 - 北米ブルードメアサイアー

## 血統表
| ブルリーの血統（テディ系 / Musket 4x5=9.38%、 Hermit 母内5x5=6.25%） | ブルリーの血統（テディ系 / Musket 4x5=9.38%、 Hermit 母内5x5=6.25%） | ブルリーの血統（テディ系 / Musket 4x5=9.38%、 Hermit 母内5x5=6.25%） | （血統表の出典）   | （血統表の出典） |
| 父 Bull Dog 1927 青鹿毛 フランス                                     | 父の父Teddy 1913 鹿毛 フランス                                       | Ajax                                                                 | Flying Fox         | Flying Fox       |
| 父 Bull Dog 1927 青鹿毛 フランス                                     | 父の父Teddy 1913 鹿毛 フランス                                       | Ajax                                                                 | Amie               |                  |
| 父 Bull Dog 1927 青鹿毛 フランス                                     | 父の父Teddy 1913 鹿毛 フランス                                       | Rondeau                                                              | Bay Ronald         | Bay Ronald       |
| 父 Bull Dog 1927 青鹿毛 フランス                                     | 父の父Teddy 1913 鹿毛 フランス                                       | Rondeau                                                              | Doremi             |                  |
| 父 Bull Dog 1927 青鹿毛 フランス                                     | 父の母Plucky Liege 1912 鹿毛 イギリス                                | Spearmint                                                            | Carbine            | Carbine          |
| 父 Bull Dog 1927 青鹿毛 フランス                                     | 父の母Plucky Liege 1912 鹿毛 イギリス                                | Spearmint                                                            | Maid of The Mint   |                  |
| 父 Bull Dog 1927 青鹿毛 フランス                                     | 父の母Plucky Liege 1912 鹿毛 イギリス                                | Concertina                                                           | St. Simon          | St. Simon        |
| 父 Bull Dog 1927 青鹿毛 フランス                                     | 父の母Plucky Liege 1912 鹿毛 イギリス                                | Concertina                                                           | Comic Song         |                  |
| 母 Rose Leaves 1916 黒鹿毛 アメリカ                                  | 母の父Ballot 1904 栗毛 アメリカ                                      | Voter                                                                | Friars Balsam      | Friars Balsam    |
| 母 Rose Leaves 1916 黒鹿毛 アメリカ                                  | 母の父Ballot 1904 栗毛 アメリカ                                      | Voter                                                                | Mavourneen         |                  |
| 母 Rose Leaves 1916 黒鹿毛 アメリカ                                  | 母の父Ballot 1904 栗毛 アメリカ                                      | Cerito                                                               | Lowland Chief      | Lowland Chief    |
| 母 Rose Leaves 1916 黒鹿毛 アメリカ                                  | 母の父Ballot 1904 栗毛 アメリカ                                      | Cerito                                                               | Merry Dance        |                  |
| 母 Rose Leaves 1916 黒鹿毛 アメリカ                                  | 母の母Colonial 1897 鹿毛 イギリス                                    | Trenton                                                              | Musket             | Musket           |
| 母 Rose Leaves 1916 黒鹿毛 アメリカ                                  | 母の母Colonial 1897 鹿毛 イギリス                                    | Trenton                                                              | Frailty            |                  |
| 母 Rose Leaves 1916 黒鹿毛 アメリカ                                  | 母の母Colonial 1897 鹿毛 イギリス                                    | Thankful Blossom                                                     | Paradox            | Paradox          |
| 母 Rose Leaves 1916 黒鹿毛 アメリカ                                  | 母の母Colonial 1897 鹿毛 イギリス                                    | Thankful Blossom                                                     | The Apple F-No.9-f |                  |